# Merindad de Estella
Merindad de Estella, też Tierra Estella (bask. Lizarrako merindadea) – jeden z pięciu merindades, na które podzielona jest wspólnota autonomiczna Nawarry. W 2021 roku zamieszkany przez 63 781 osób. Powierzchnia 2067 km² (lub 2068,8 według innych źródeł). Stolicą jest Estella.
Merindad de Estella powstał, podobnie jak większość pozostałych, w XIII wieku. Początkowo granica pomiędzy Estella a Ribiera (Tudela) często się zmieniała. W 1407 roku z części obszaru merindadu Estella został utworzony merindad Olite.
Na obszarze Estelli znajdują się 73 gminy.